# USS Ronald Reagan (CVN-76)
El USS Ronald Reagan (CVN-76) es un portaaviones de la clase Nimitz de propulsión nuclear en servicio de la Armada de Estados Unidos. Es el noveno buque de su clase, y recibió su nombre en honor del ex presidente estadounidense Ronald Reagan, que ocupó el cargo desde 1981 a 1989. Fue el primer buque en recibir el nombre de un expresidente vivo.

## Escudo de la nave
El diseño de escudo del Ronald Reagan fue creado por su primera tripulación, con asistencia proporcionada por la fundación Biblioteca y Museo Presidencial de Ronald Reagan. El borde rojo que rodea al escudo es similar a la orilla roja distintiva usada en la porcelana de la Casa Blanca durante el período de la presidencia de Ronald Reagan. Las cuatro estrellas doradas representan la presidencia número 40 asumida por Ronald Reagan y a los cuatro pilares de la libertad: libertad individual, oportunidad económica, democracia global y orgullo nacional. Paz por medio de la Fortaleza (en inglés: Peace through Strength) fue un tema recurrente durante el servicio público del presidente. El portaaviones está sobre la costa occidental, representando los dos períodos de Reagan como Gobernador de California y el puerto de base en la Flota del Pacífico. Los tres aviones con sus estelas patrióticas simbolizan las tres grandes operaciones militares llevadas a cabo durante la presidencia de Reagan: Operación Urgent Fury (Granada en 1983); Operación El Dorado Canyon (Libia en 1986) y Operación Praying Mantis (Irán en 1988). La vista del globo terráqueo representa la visión de democracia global de Reagan, y el centro en Estados Unidos representa el orgullo nacional de Estados Unidos. Los colores rojo, blanco y azul dominan en el escudo reflejando los colores de la bandera de Estados Unidos.

## Asignación de nombre

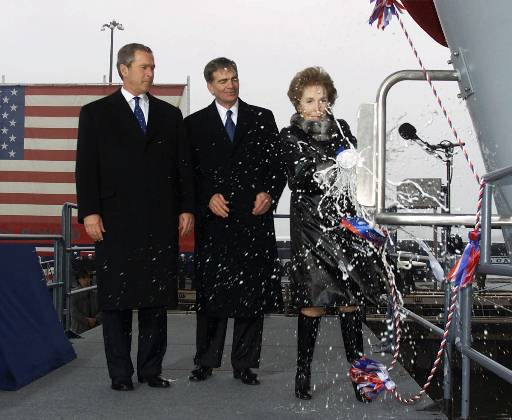
Ceremonia de botadura y bautismo del buque, amadrinado por la esposa de Ronald Reagan, Nancy Reagan.

Tradicionalmente, pocos barcos de la Armada de los Estados Unidos recibieron el nombre de una persona que vivía en el momento del bautizo, pero recientemente ha aumentado el número, la lista incluye a Carl Vinson, Hyman G. Rickover, Arleigh Burke, John C. Stennis, Bob Hope, Ronald Reagan, Nitze, Jimmy Carter y George HW Bush. El Ronald Reagan fue el primer portaaviones en ser nombrado en honor de un expresidente vivo. A diferencia de la mayoría de los otros hombres honrados por la inclusión en este grupo, Reagan no estuvo asociado a la Marina de los Estados Unidos, aparte de que durante su mandato como Comandante en jefe una de sus principales iniciativas en el cargo fue el programa 600-ship de la Marina.

## Diseño y construcción

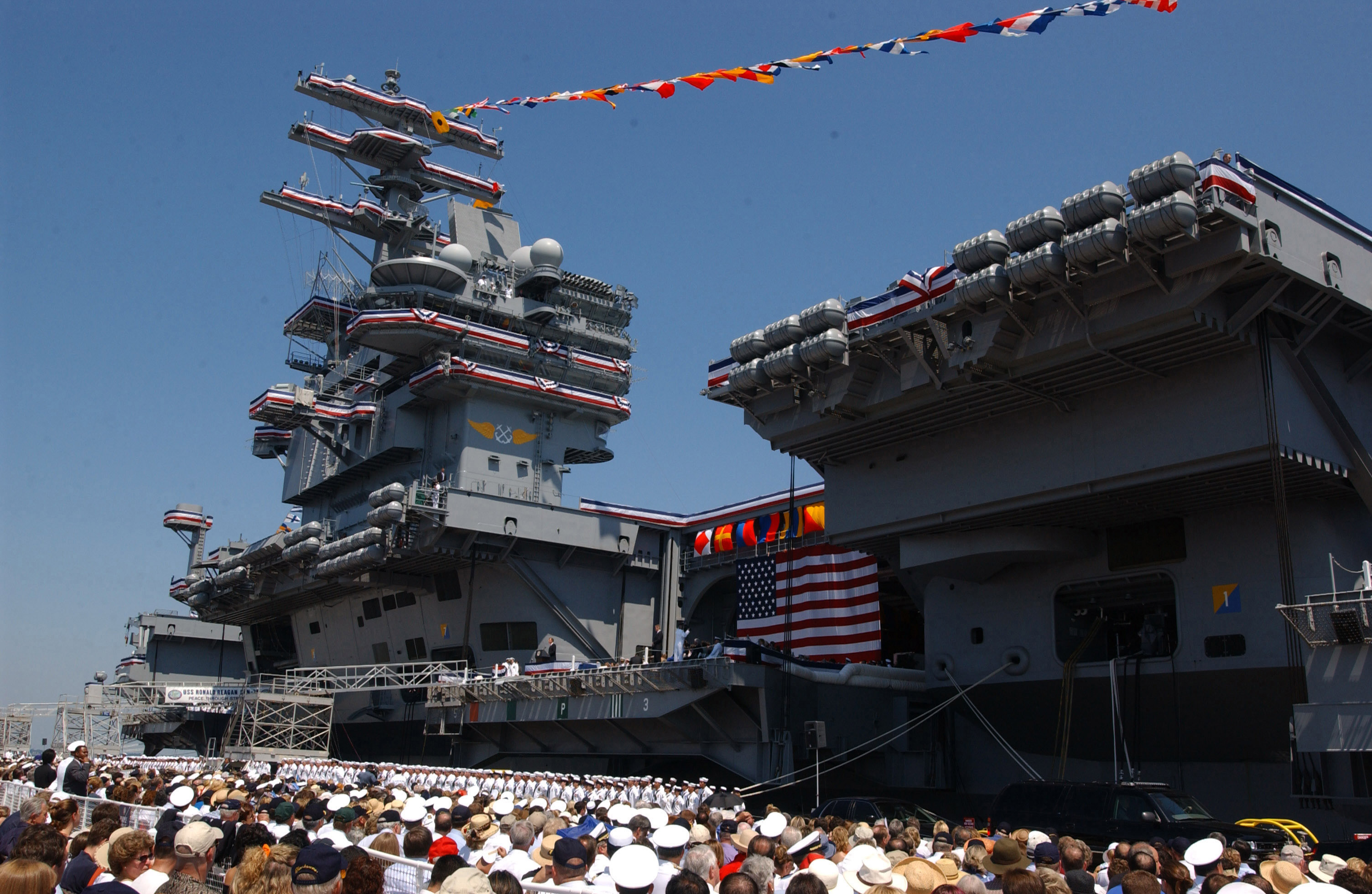
Ceremonia de puesta en servicio del USS Ronald Reagan, 2003.

El contrato para construir el Reagan fue otorgado a Northrop Grumman Newport News y a "Dry Dock Company" en Newport News, Virginia el 8 de diciembre de 1994, y su quilla fue puesta el 12 de febrero de 1998. El presupuesto para esta nave tuvo que ser incrementado varias veces y finalmente se gastaron US$4500 millones durante su construcción. Esto incluyó el rediseño de la isla del buque. El Reagan fue bautizado por la esposa de Reagan Nancy el 4 de marzo de 2001 en Newport News Shipbuilding, la tripulación fue embarcada el 30 de octubre de 2002, y el buque fue puesto en servicio el 12 de julio de 2003 en la Estación Naval de Norfolk, siendo su primer comandante el capitán J. W. Goodwin. El vicepresidente Dick Cheney y Lynne Cheney se encontraban presentes en la ceremonia, así como Nancy Reagan, quien dio la tradicional primera orden como un buque activo en la Armada de Estados Unidos: Aborden la nave y denle vida (en inglés: Man the ship and bring her to life). El Ronald Reagan hizo su viaje inaugural el 21 de julio de 2003. El expresidente Ronald Reagan, quien no pudo asistir al lanzamiento o a la puesta en servicio debido a estar afectado por Alzheimer, murió once meses más tarde. Al término de los servicios funerarios de Reagan, el oficial comandante de la nave en ese momento, por una petición de la Sra. Reagan, el capitán James Symonds le presentó la bandera que envolvió el ataúd del expresidente. También esta bandera fue la que ondeó en el Capitolio el 20 de enero de 1981, cuando Reagan asumió su cargo como presidente de Estados Unidos. También en una fecha posterior, el capitán Symonds, le entregó la bandera que estaba flameando en el Ronald Reagan cuando el expresidente murió.
El primer puerto visitado por el Ronald Reagan fue el Fort Lauderdale, Florida, entre el 11 y 14 de noviembre de 2003.

## Historia operacional
El 8 de mayo de 2004, después del despliegue de 5 meses de su crucero post botadura (en inglés: Post-Shakedown Availability, PSA), el portaaviones Ronald Reagan recibió su segunda certificación de cubierta de vuelo, esta abarca todas las operaciones de vuelo, incluyendo el lanzamiento y recuperación de aviones, seguridad, choque de aviones y salvataje, certificaciones de combustible, y entrenamiento. Posteriormente el Reagan comenzó su viaje desde la Estación Naval de Norfolk, Virginia, pasando por el Cabo de Hornos, América del Sur, hasta su nueva puerto base la Base Aeronaval de North Island, San Diego, California.
El Ala Aérea Embarcada 11, normalmente asignada al USS Nimitz, embarcó sólo el 25% de su dotación total para este viaje. Los escuadrones que participaron en esta jornada fueron el VFA-14 y el VFA-41 equipados con F/A-18E/F Super Hornet, el VAW-117 equipado con E-2C Hawkeye 2000, el HS-6 equipado con SH-60F Seahawk y el VRC-30 equipado con C-2A Greyhound. La nave pasó por el Estrecho de Magallanes entre el 20 y 21 de junio de 2004 e hizo detenciones de visita en los puertos de Río de Janeiro, Brasil, Valparaíso, Chile y Callao, Perú antes de arribar a San Diego el 23 de julio de 2004.

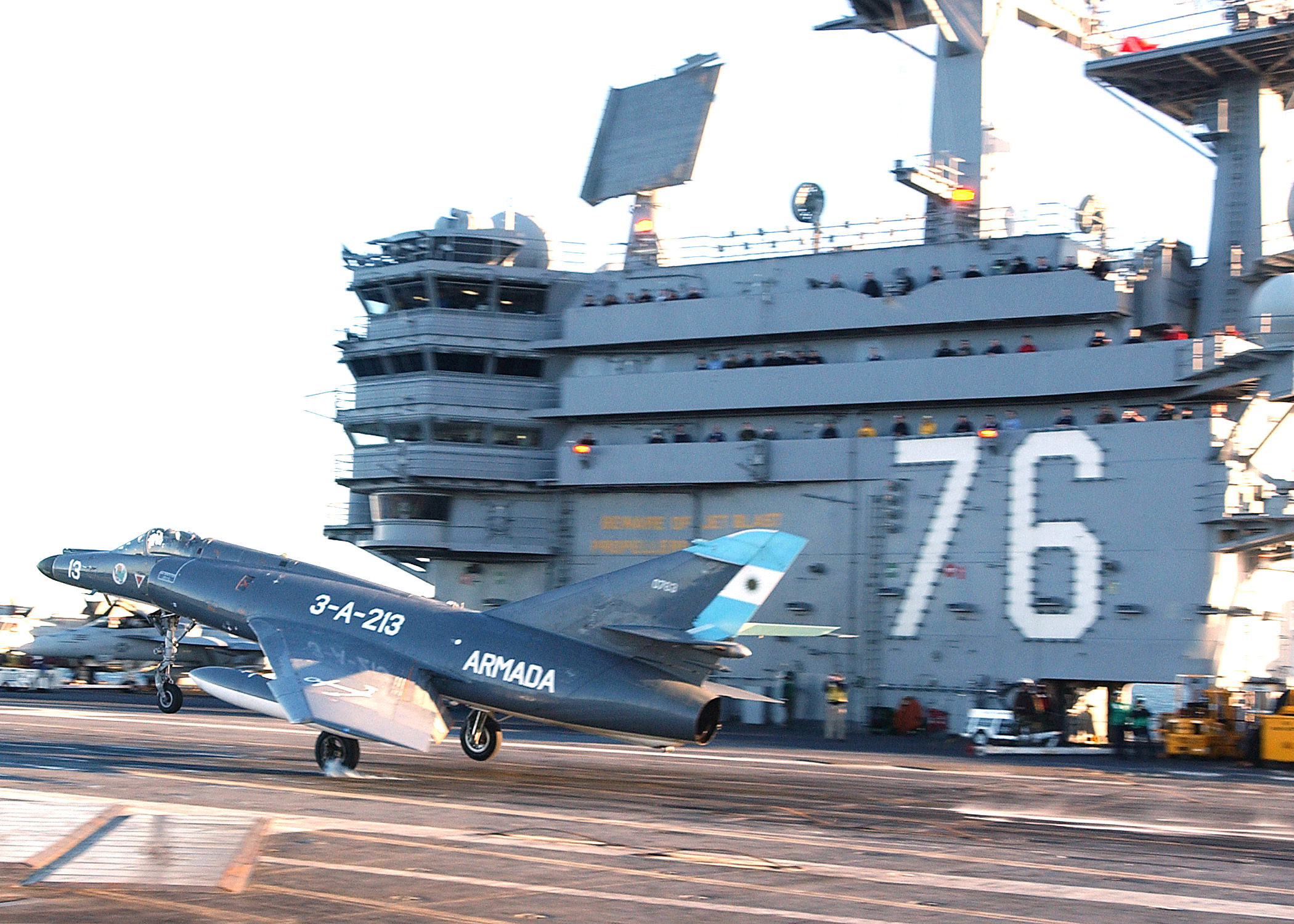
Maniobras durante el ejercicio Gringo-Gaucho con la Armada Argentina durante su viaje del año 2004 alrededor de América del Sur.

En el año 2004 participó en el ejercicio Gringo-Gaucho junto a la Armada Argentina. Desde el 1 de octubre de 2004, el Reagan fue asignado al Grupo de Ataque de Portaaviones Quince.

### 2006. Despliegue inaugural
El USS Ronald Reagan zarpó de San Diego el 4 de enero de 2006 en su primer despliegue para conducir operaciones navales en apoyo de la Operación Iraqi Freedom y la Operación Enduring Freedom, así como operaciones de seguridad marítima (en inglés: Maritime Security Operations, MSO) en el Golfo Pérsico. El 28 de enero de 2006, un avión de combate F/A-18 Hornet intentó un aterrizaje nocturno en el Reagan se estrelló en la cubierta de vuelo aproximadamente a 200 km (120 millas) al sureste de Brisbane, Queensland. El avión chocó contra la rampa a un ángulo bajo, se incendió y salió arrojado por sobre la borda. El piloto logró eyectarse en forma segura, pero el avión fue una pérdida total. La nave ingresó al Golfo el 22 de febrero de 2006 y regresó desde su despliegue el 6 de julio de 2006.

### 2007. Despliegue extraordinario
El USS Ronald Reagan y el Grupo de Ataque de Portaaviones Reagan (en inglés: Carrier Strike Group, CSG) zarpó desde North Island, Coronado en San Diego el 27 de enero de 2007 en un despliegue extraordinario no programado al Pacífico Occidental, para ocupar el lugar del Kitty Hawk como el portaaviones desplegado adelantado mientras este último se sometía a mantenimiento en Japón. El 20 de abril de 2007, el Ronald Reagan y su grupo regresó a Coronado. El "despliegue extraordinario" era parte del Plan de Respuesta de la Flota (en inglés: Fleet Response Plan, FRP) de la Armada de Estados Unidos, el cual proporciona a Estados Unidos la capacidad de responder a cualquier compromiso global con fuerzas flexibles y sustentables, y con la habilidad para responder rápidamente a una amplia variedad de situaciones con poco tiempo de alerta.
En enero de 2007, se anunció que el Ronald Reagan había obtenido la medalla "E" de Eficiencia en Batalla de portaaviones del Comandante, Fuerzas Aérea Navales del Pacífico de la Costa Occidental, la primera medalla "E" de Batalla otorgada al portaaviones en su historia.
El Reagan regresó a la Base Aérea Naval de North Island el 20 de abril de 2007, después de un despliegue de tres meses en apoyo de las operaciones en el Pacífico Occidental.

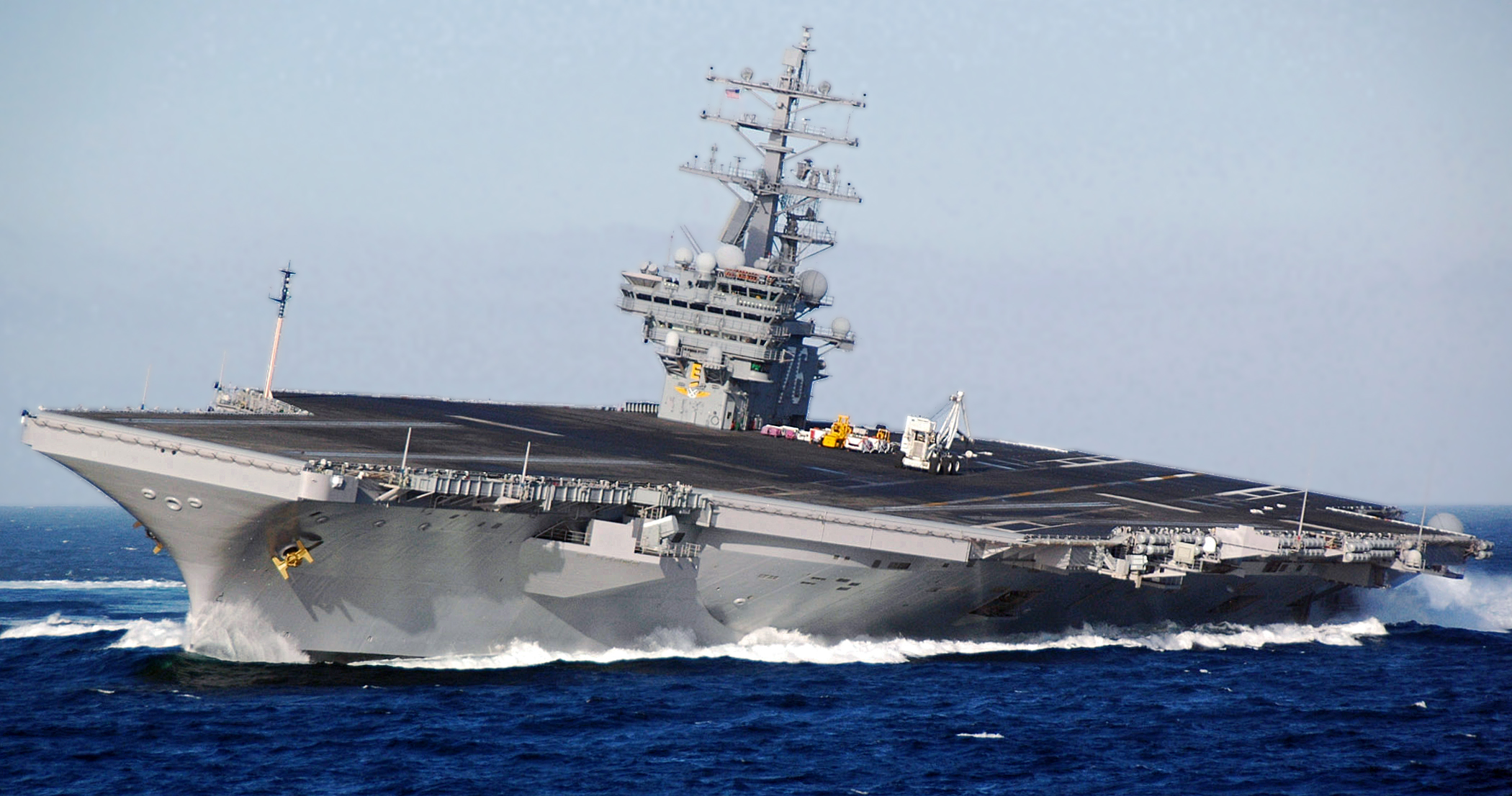
El USS Ronald Reagan realizando pruebas de timón en octubre de 2007, como parte de las inspecciones periódicas de la nave.

El 15 de diciembre de 2007, el portaaviones respondió a una llamada de auxilio de un crucero de turistas frente a la costa de Baja California, la emergencia fue porque un adolescente proveniente de Illinois se le había roto su apéndice, éste fue transportado por aire hasta el Ronald Reagan usando un helicóptero SH-60, donde el cirujano de la nave realizó una apendicectomía de emergencia.

### 2008
El USS Ronald Reagan, con la CVW-14 a bordo, zarpó desde San Diego el 19 de mayo de 2008, para realizar un despliegue programado con la séptima Flota y la Quinta Flota.
El Grupo de Ataque de Portaaviones del Reagan llevó a cabo operaciones de asistencia humanitaria y de mitigación de desastres en Filipinas el 24 de junio de 2008 después de que el país fuera devastado por el Tifón Fengshen, evento que mató a centenares de personas que habitaban en la región de las islas centrales y en la isla principal de Luzón. El tifón también volcó al transbordador de pasajeros MV Princess of the Stars. Trabajando en apoyo de las Fuerzas Armadas de Filipinas, el Grupo de Ataque de Portaaviones 7, que incluía al Reagan y sus escoltas, enfocaron sus esfuerzos en la isla de Panay en los Bisayas Centrales. Durante ocho días, los helicópteros SH-60 Seahawk y los aviones C-2A Greyhound del Grupo de Ataque Ronald Reagan ayudaron a entregar más de 235 toneladas de arroz, agua potable y otros suministros a la región de Panay, las que no podían ser abastecidas por tierra debido a que los caminos se encontraban inundados. Por la realización de esta misión se le otorgó a todo el grupo de ataque la Medalla de Servicio Humanitario de la Armada.
El grupo de ataque llegó a la zona de la Quinta Flota de los Estados Unidos el 28 de agosto de 2008, donde lanzó más de 1.150 incursiones en Afganistán en apoyo de la Operación Enduring Freedom. El Reagan regresó a San Diego el 25 de noviembre de 2008.
En febrero de 2009 el USS Ronald Reagan ganó su segunda Battle Effectiveness Award.

### 2009

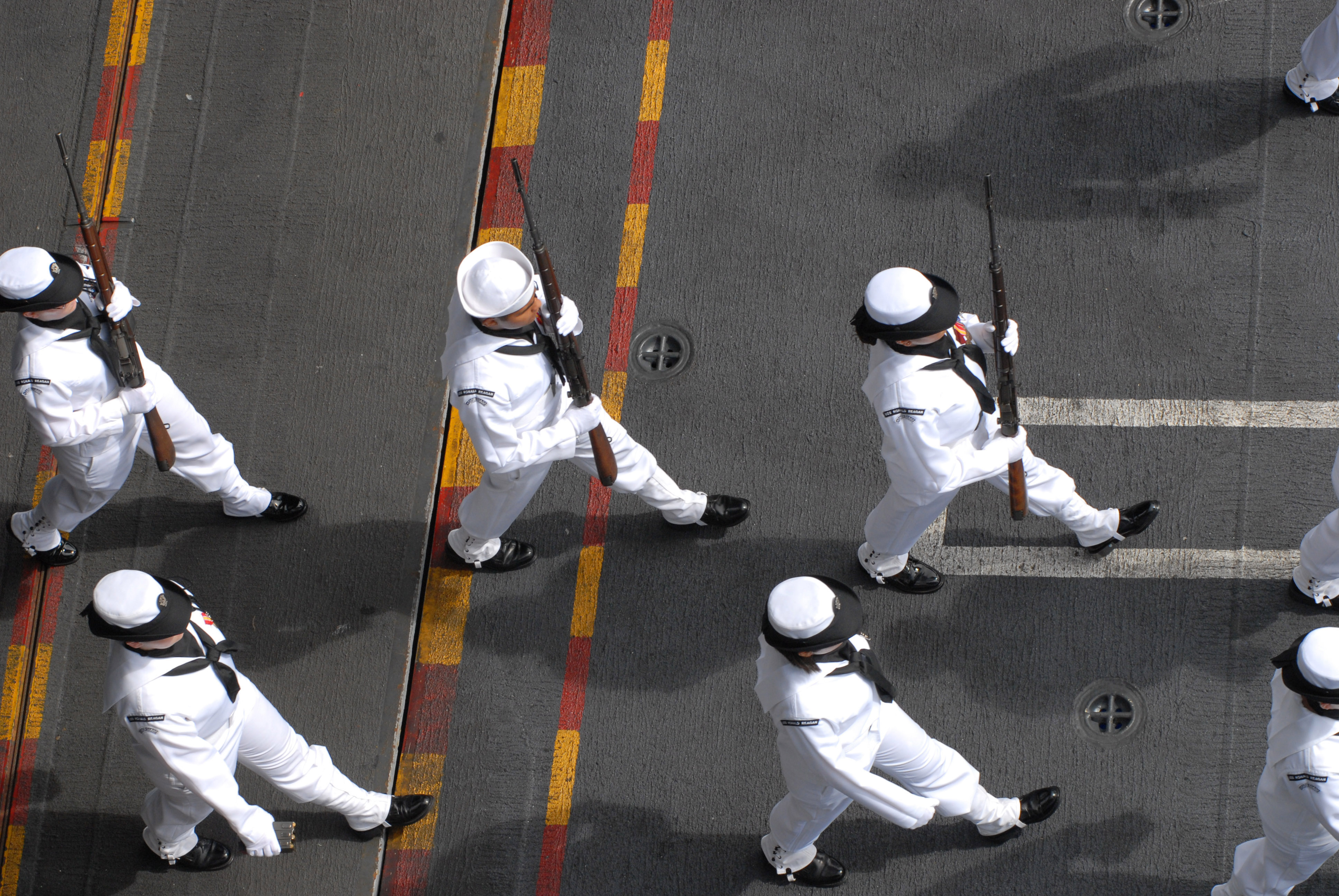
Miembros de la unidad de presentación de la Armada de Estados Unidos, marchan a sus lugares designados para una ceremonia de entierro en el mar a bordo del portaaviones USS Ronald Reagan (CVN-76) en medio del Océano Pacífico el 9 de junio de 2009.

El 28 de mayo de 2009, el Reagan, incluyendo al Ala Aérea Embarcada 14, fue desplegado al área de responsabilidad de la Séptima y Quinta Flotas. El Reagan relevó al Grupo de Ataque de Portaaviones del USS Dwight D. Eisenhower y el 6 de julio lanzó las primeras misiones de la Operación Enduring Freedom. El 21 de octubre el Reagan regresó a su puerto de base después de un despliegue de cinco meses.

### 2010
A principios del 2010, se le otorgó al Reagan la Medalla Safety "S" del 2009. y la Battle "E" por eficiencia en combate del 2009. La medalla "E" fue la segunda consecutiva y la tercera en cuatro años ganada por el Reagan.

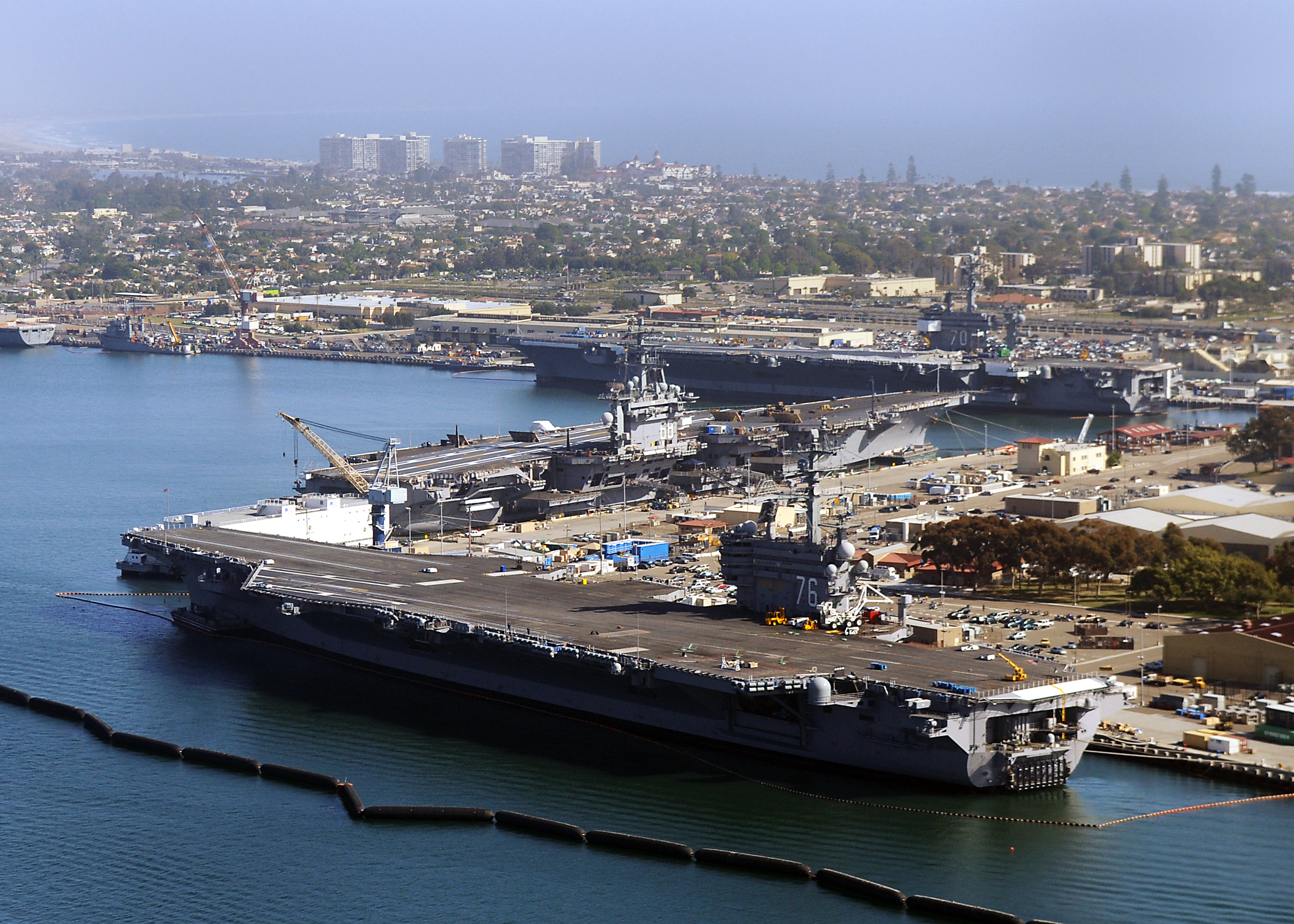
El Reagan durante su mantenimiento PIA (Planned Incremental Availability, en castellano: Disponibilidad Incremental Programada) en el 2010 (6 de mayo de 2010).

Regresó al puerto de North Island en San Diego, para realizar su mantenimiento incremental programado. El 19 de febrero de 2010 un miembro de su tripulación, el electricista John G. Conyers de 36 años, murió electrocutado a bordo del buque mientras se realizaban trabajos en las instalaciones eléctricas.
El 19 de mayo de 2010, el Norfolk Naval Shipyard (NNSY) completó un ciclo de mantenimiento de seis meses de la Disponibilidad Incremental Programada (en inglés: Planned Incremental Availability, PIA) en el Reagan. Este proyecto PIA fue completado bajo presupuesto, y marcó un hito tanto como ser el trabajo de mantenimiento más grande del astillero naval de Norfolk así como ser el paquete público de trabajo más grande otorgado en la historia para ser ejecutado en un portaaviones atracado en la Base Aeronaval de North Island (en inglés: Naval Air Station North Island, NASNI) localizada cerca de Coronado, California. Durante este proceso de mantenimiento, el Ronald Reagan recibió las actualizaciones tecnológicas que lo prepararon para su siguiente despliegue y subsecuentes operaciones. Las mejoras incluían desde sistemas de combate de alta tecnología, equipamiento para la extinción de incendios, hasta un mejor servicio de lavandería y habitáculos para la tripulación.
Este proyecto de mantenimiento PIA fue un ejemplo del concepto 'Un Astillero' donde la Armada de Estados Unidos moviliza su fuerza de trabajo a través de sus varios astilleros para poder llenar los requerimientos de preparación de la flota, así como para estabilizar la fuerza de trabajo vital para la industria de la defensa de Estados Unidos. Mientras que el Astillero Naval de Norfolk era el líder del proyecto, parte significativa del trabajo fue realizado por sus socios:
- Astillero Naval e Instalaciones de Mantenimiento Intermedio de Puget Sound (en inglés: Puget Sound Naval Shipyard & Intermediate Maintenance Facility, PSNS & IMF)
- Centro de Mantenimiento Regional de Suroeste (en inglés: Southwest Regional Maintenance Center, SWRMC)
- Construcción de Buques Northrop Grumman (en inglés: Northrop Grumman Shipbuilding, NGSB).

En su momento más alto llegaron a trabajar 1400 personas diariamente en este proyecto. Esta cifra incluía aproximadamente a 625 trabajadores del NNSY, 165 trabajadores de PSNS & IMF, y 600 de SWRMC/NGSB.
El 18 de mayo de 2010, el portaaviones Ronald Reagan zarpó de la Base Aeronaval de North Island para realizar pruebas en alta mar. Las pruebas en alta mar son la fase final del PIA, y se llevan a cabo para evaluar el alistamiento del Reagan para poder regresar a la flota operacional activa. El Reagan regresó a la Base Aeronaval de North Island el 19 de mayo de 2010 después de completar sus pruebas de alta mar de dos días, marcando así el final oficial del período de mantenimiento de disponibilidad incremental programada o PIA.
El 2 de junio de 2010, el portaaviones Reagan, teniendo a bordo la 14.ª Ala Aérea Embarcada (CVW-14), zarpó de la Base Aeronaval de North Island para realizar las certificaciones de la cubierta de vuelo. El primer avión del CVW-14 en aterrizar en la cubierta de vuelo del Reagan fue un aparato perteneciente al Escuadrón de Helicópteros Antisubmarinos 4 (HS-2). Los otros escuadrones embarcados incluían a:
- Escuadrón de Cazas y Ataque 323 (VMFA-323)
- Escuadrón de Cazas y Ataque 154 (VFA-154)
- Escuadrón de Cazas y Ataque 147 (VFA-147)
- Escuadrón de Cazas y Ataque 146 (VFA-146)
- Escuadrón de Alerta Aérea Aerotransportada 113 (VAW-113)
- Escuadrón de Logística de Flota 30 (VRC-30)

La certificación incluyó una completa evaluación de los sistemas de cables de detención, las catapultas de vapor, y del personal de la cubierta de vuelo. El departamento aéreo del Regan fue evaluado por su habilidad para mantener una cubierta de vuelo totalmente operacional y de responder a accidentes.
El Reagan participó en el Ejercicio RIMPAC durante el verano del año 2010.
El portaaviones Ronald Reagan zarpó de la Base Aeronaval de North Island, California, para realizar una evaluación Junta de Inspección y Evaluación (en inglés: Board of Inspection and Survey, INSURV) el 25 de agosto de 2010. Posteriormente el Reagan zarpó desde su puerto base para realizar operaciones de rutina frente a las costas del sur de California en preparación para su despliegue en el Pacífico Occidental (Western Pacific, WESTPAC) en el año 2011.
En noviembre de 2010, el Reagan proveyó de abastecimiento y asistencia de emergencia a los pasajeros del Carnival Splendor que se encontraba a la deriva en el Océano Pacífico debido a que un incendio había destruido sus motores.

### 2011

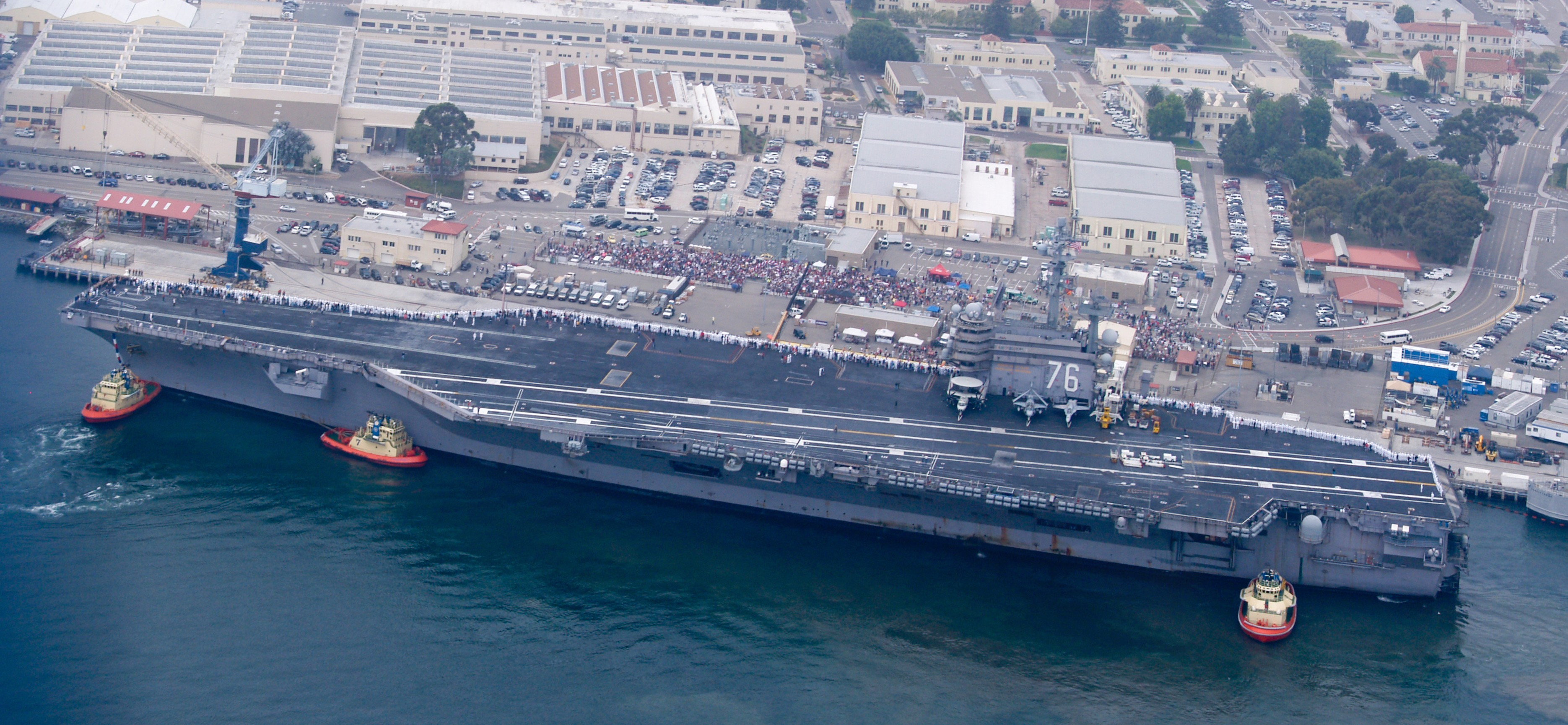
El USS Ronald Reagan regresando a la Bahía de San Diego después de un despliegue, 2011.

El buque partió para un despliegue en Asia el 2 de febrero de 2011. El 11 de marzo de 2011, el Reagan se encontraba en la región de la península de Corea para realizar un ejercicio planificado con mucha antelación frente a las costa de Corea, pero fue desviado hacia Japón para proporcionar apoyo después del terremoto y tsunami de Japón de 2011. El buque, se posicionó frente a la costa de Sendai, donde fue usado como una estación de reabastecimiento flotante para los helicópteros militares y de la guardia costera japoneses que llevaban a cabo misiones de auxilio en el área. Los helicópteros de la Armada de Estados Unidos también volaron misiones de ayuda desde el portaaviones. El 14 de marzo de 2011, la nave se vio forzada a cambiar su posición para evitar una columna de radiactividad originada en el accidente nuclear de Fukushima y que había contaminado a 17 tripulantes de tres helicópteros. El 23 de marzo, la tripulación del Reagan llevó a cabo una operación de descontaminación para remover cualquier resto de radiación que pudiera estar en la nave, lo que incluyó lavar la cubierta de vuelo y a los aviones.
El 4 de abril de 2011, el ministro de defensa japonés Toshimi Kitazawa, acompañado por el embajador estadounidense en Japón, John Roos, visitaron a la nave para agradecer a la tripulación por sus asistencia como parte de la Operación Tomodachi. El señor Kitazawa dijo, "Nunca he estado más animado y orgulloso del hecho de que Estados Unidos sea nuestra aliado".
La nave regresó a San Diego el 9 de septiembre de 2011.
En enero de 2011, la Armada anunció que el Reagan sería transferido al Astillero Naval de Puget Sound en Bremerton, Washington para la realización de una Disponibilidad Incremental Programada Atracado (en inglés: Docked Planned Incremental Availability) que comenzaría en enero de 2012 y que estaría basado allí por aproximadamente un año. De esta forma el puerto de base oficial se ha cambiado a Bremerton por un período aproximado de 12 meses que comienza el 10 de enero de 2012 mientras la nave es sometida a mantenimiento y reparaciones programados.

## Oficiales de mando

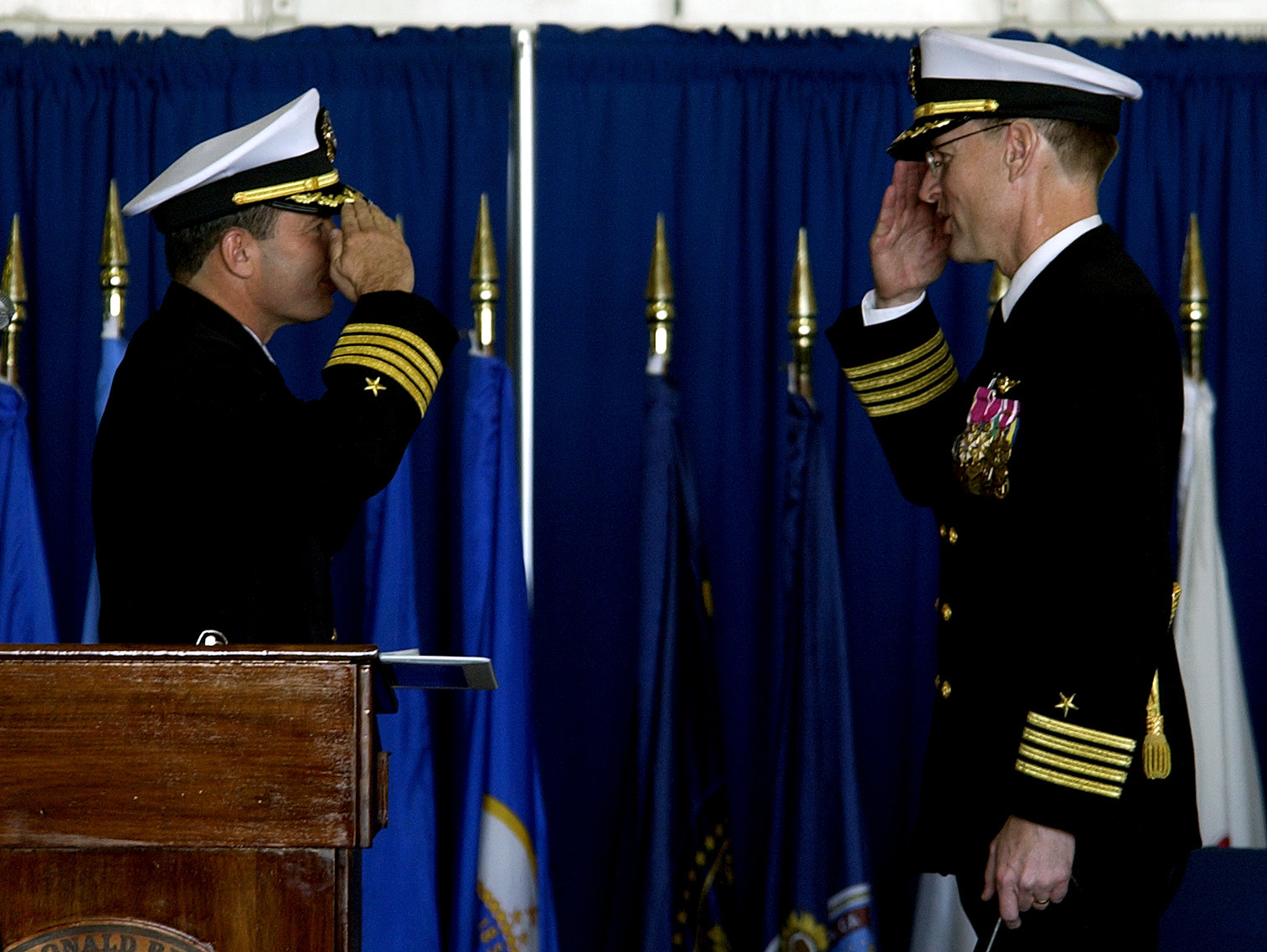
El capitán James A. Symonds, a la derecha, entrega al mando al capitán Terry B. Kraft (noviembre de 2005).

- John William "Bill" Goodwin – noviembre de 2000 – 28 de agosto de 2003
- James A. Symonds — 28 de agosto de 2003 – 17 de noviembre de 2005[36]
- Terry B. Kraft — 17 de noviembre de 2005 – 2 de mayo de 2008[37]
- Kenneth Joseph "KJ" Norton – 2 de mayo de 2008 – agosto de 2010
- Thom W. Burke – agosto de 2010 – a la fecha[38]

## Galería
'

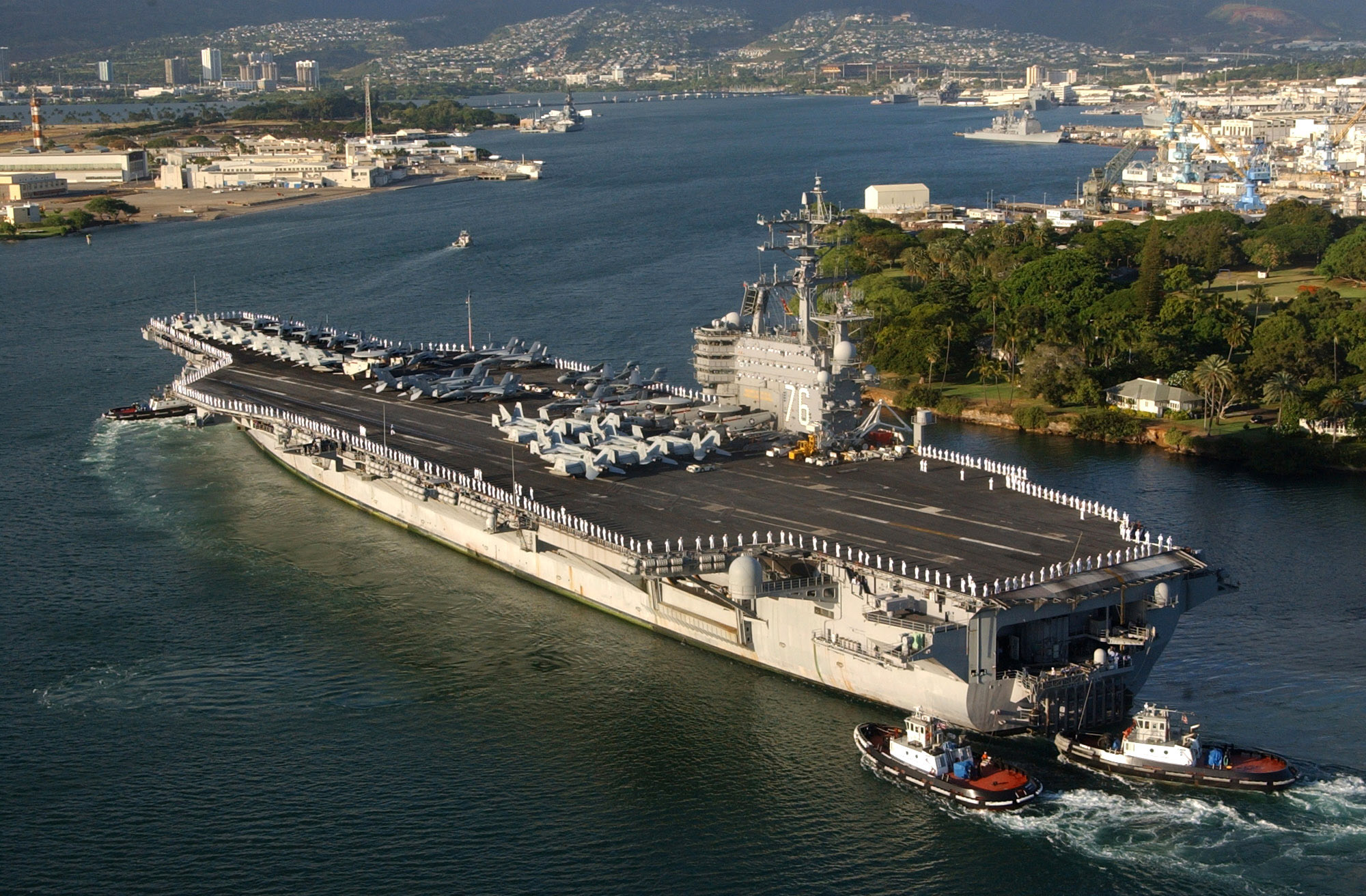
El USS Ronald Reagan (CVN 76) es ayudado a ingresar a Pearl Harbor, Hawái por los remolcadores del puerto, durante una visita realizada el 28 de junio de 2006.
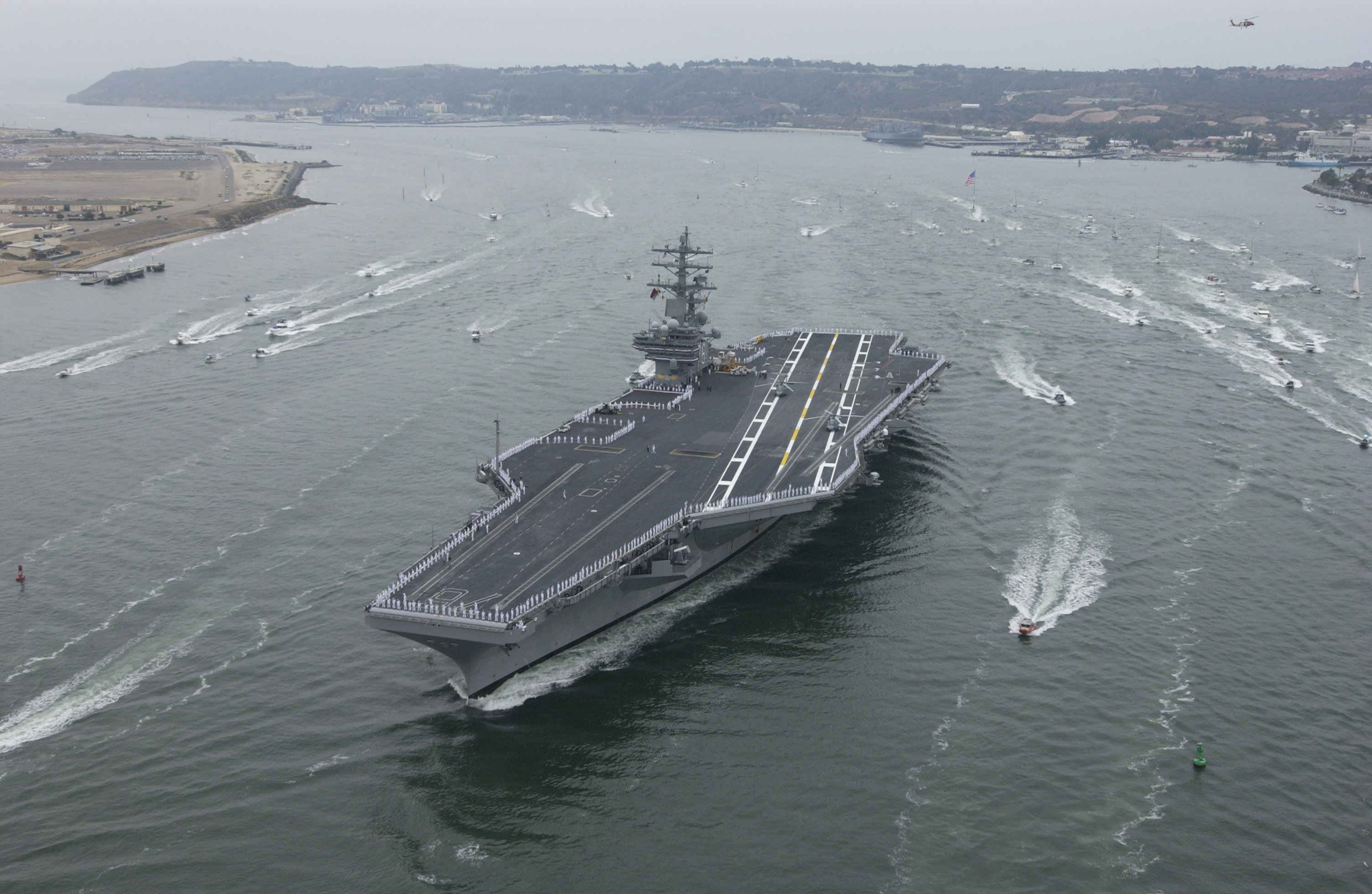
Marineros a bordo del USS Ronald Reagan (CVN-76) formados en la cubierta a la llegada de éste a su nuevo puerto base en San Diego, California, el 23 de julio de 2004.
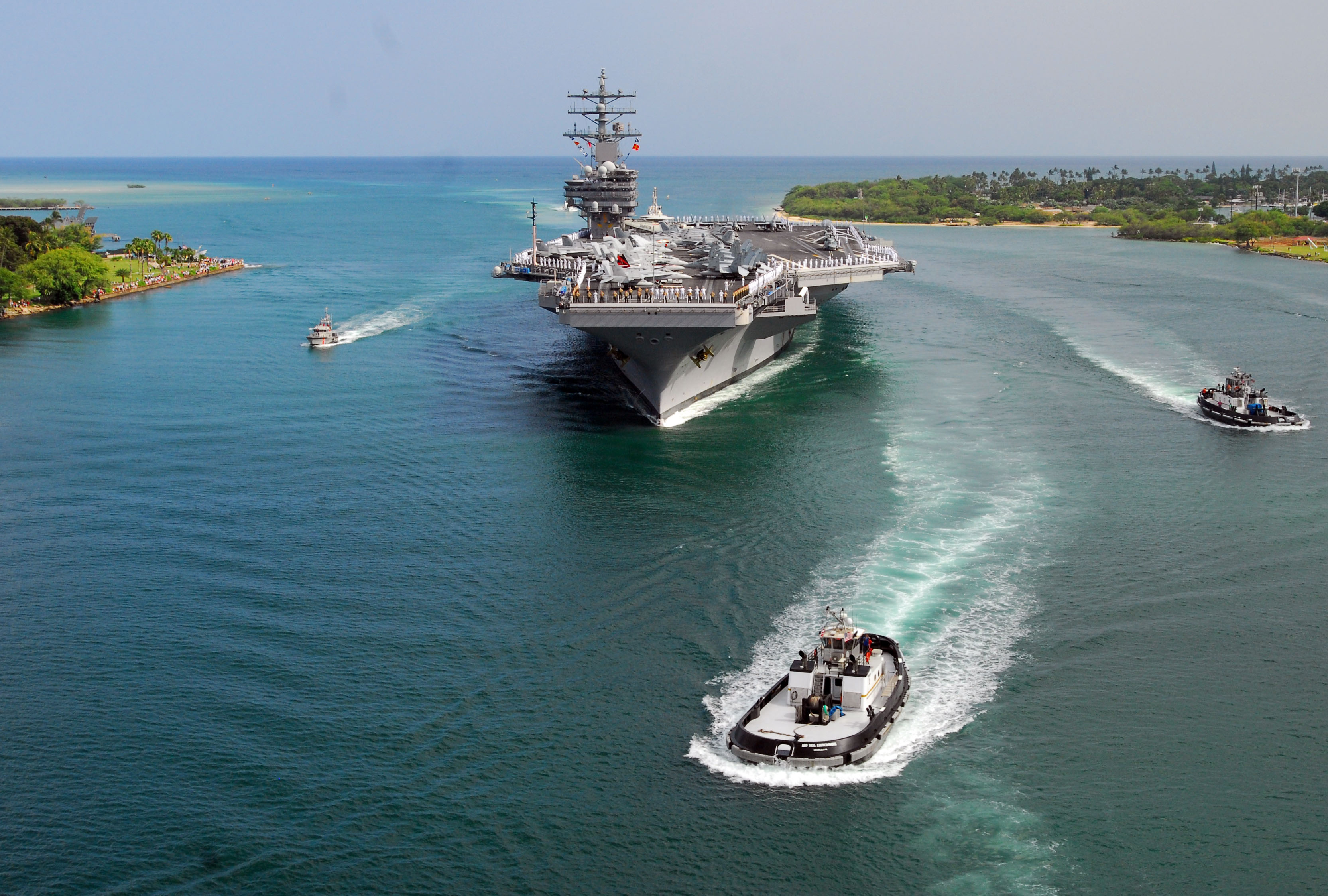
Marineros e infantes de marina formados en la cubierta del USS Ronald Reagan (CVN 76) mientras este se acerca a Pearl Harbor en Hawái, el 28 de junio de 2010, para participar en los 22do ejercicios RIMPAC (en inglés: Rim of the Pacific, en castellano: Costas del Pacífico).
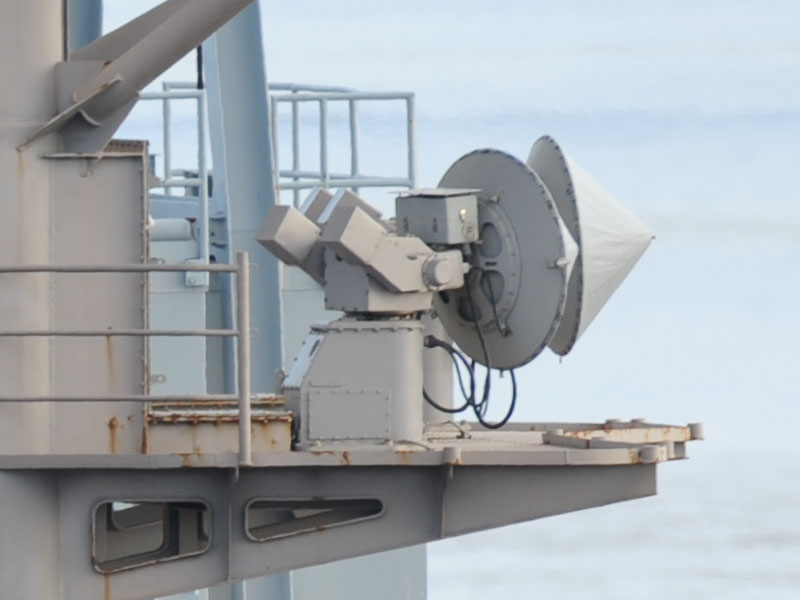
Dos radares AN/SPN-46 usados en el USS Ronald Reagan (CVN-76).
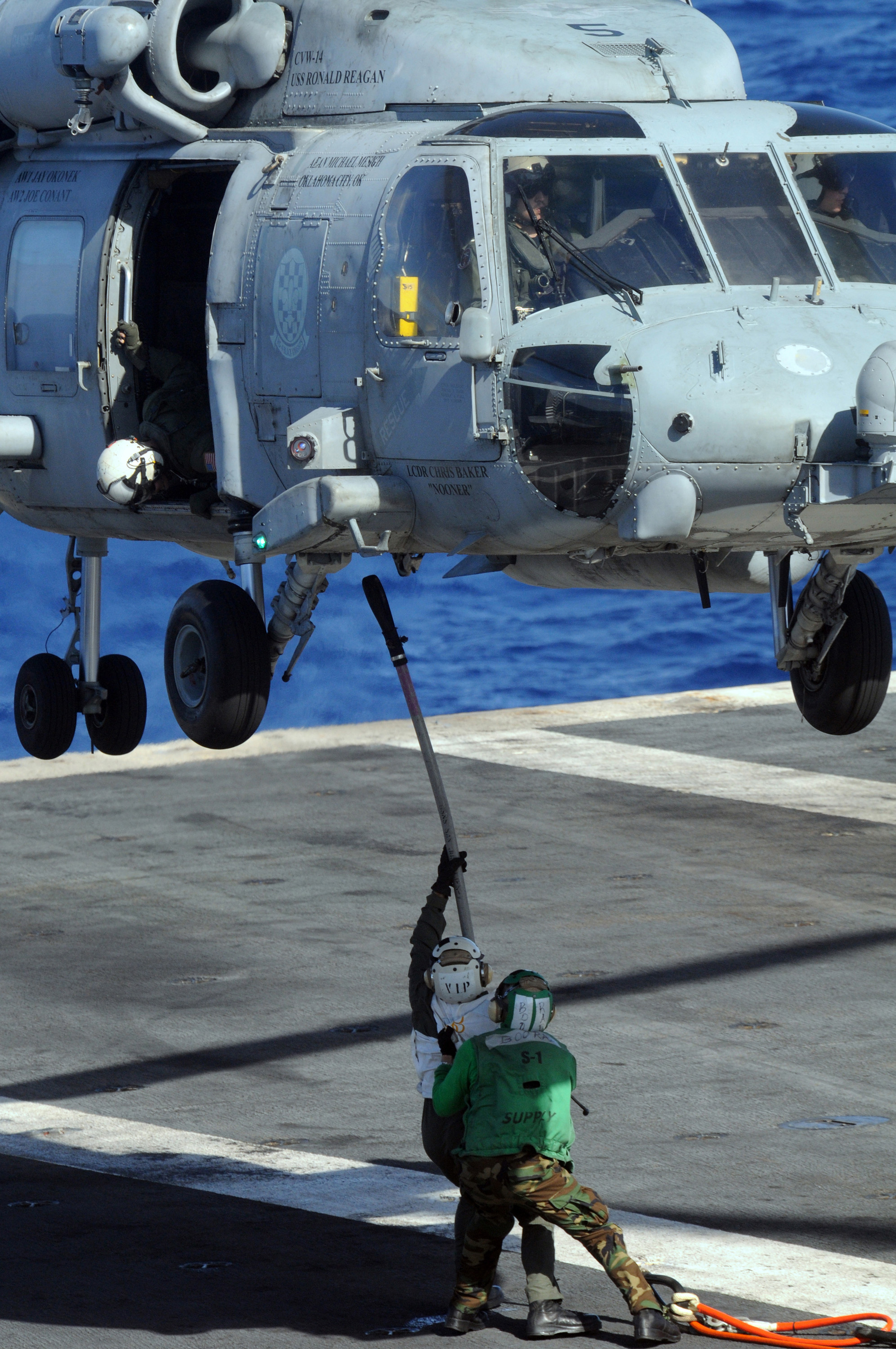
Marineros de la Armada de Estados Unidos enganchan un cable de carga a un helicóptero Sikorsky SH-60 Seahawk asignado al Escuadrón de Helicópteros Anti-Submarinos 4 durante una maniobra de reabastecimiento vertical en el Océano Pacífico el 16 de julio de 2010.

### Buques de la clase
• USS Nimitz (CVN-68)
• USS Dwight D. Eisenhower (CVN-69)
• USS Carl Vinson (CVN-70)
• USS Theodore Roosevelt (CVN-71)
• USS Abraham Lincoln (CVN-72)
• USS George Washington (CVN-73)
• USS John C. Stennis (CVN-74)
• USS Harry S. Truman (CVN-75)
• USS George H. W. Bush (CVN-77)

### Listas relacionadas
- Anexo:Portaaviones por país
- Anexo:Portaaviones de Estados Unidos
- Anexo:Buques actuales de la Armada de los Estados Unidos